# 2-tone
2-tone ist eine Bezeichnung für die Musik und Kultur der zweiten Ska-Welle der frühen 1980er-Jahre. Der Name der Bewegung entwickelte sich aus dem Namen des Schallplattenlabels 2 Tone Records, auf dem die ersten Vertreter dieser Welle (The Specials, The Beat, Madness) ihre Musik veröffentlichten.
Jerry Dammers produzierte im März 1979 unter dem Namen The Specials die in Eigenregie aufgenommene Single Gangsters (auf der Rückseite The Selecter), eine Neuauflage des alten Ska. Da die Schallplatte unter dem von Jerry gegründeten Label 2 Tone Records erschien, wurde die Musik, die die Hitparaden stürmte, in Großbritannien bald ebenfalls als „2-tone“ bzw. „two tone“ bezeichnet. 
Nur The Selecter und The Specials von den bekannteren Bands spielten dabei den 2-tone im eigentlichen Sinne, indem sie klassische Ska-Elemente mit Elementen aus New Wave und Punk mischten. Obwohl der Ära nach ebenfalls 2-tone-Bands, unterscheiden sich Madness und Bad Manners durch völliges Fehlen jeglicher härteren Stilelemente deutlich vom typischen 2-tone-Sound.
Spätestens die Umorientierung von Madness weg vom Ska und die Trennung der Specials (1981) lassen die 2-tone-Ära ausklingen und mit dem Aufkommen von Bands, die sich wiederum die 2-tone-Vertreter zum Vorbild nehmen (z. B. The Toasters oder in GB selbst The Loafers und The Hotknives sowie die die weiteren Bands auf dem Skank-Label), ist 2-tone von der sog. „Third Wave“ abgelöst.
Im Stil von Bands, die sich ausdrücklich an den genannten Bands orientieren, z. B. den Beatbusters oder Two Tone Club lebt 2-tone zumindest als Stilbegriff weiter.

## Die wichtigsten Bands der 2-tone-Ära
- The Specials
- Madness
- The Selecter
- Bad Manners
- The Beat